# طواف إيطاليا 1961
طواف إيطاليا 1961 هو سباق دراجات هوائية أقيم في إيطاليا بتاريخ 20 مايو - 11 يونيو، تكون السباق من 21 مرحلة وامتدّ لمسافة 4001 كم بسرعة 35.964 كم/س، استغرق السباق 111 ساعة 25 دقيقة 28 ثانية. فاز به الإيطالي أرنالدو بامبيانكو.